# Valerianus
Publius Licinius Valerianus (česky Valerián; cca 190/200 – po 260) byl římský císař vládnoucí spolu se svým synem Gallienem v letech 253–260. Jeho rodiče a sourozenci nejsou známi, manželka Mariniana, která mu kromě Galliena porodila ještě syna Valeriana, zemřela před rokem 253.

## Původ a kariéra
Valerianus pocházel z urozené, patrně italské rodiny, o níž však nejsou známy bližší podrobnosti. Jeho úřední kariéra se nijak výrazně neodlišovala od kariér mužů téhož postavení, třebaže ji lze rekonstruovat jen částečně. Jako aristokrat byl Valerianus velmi záhy přijat mezi senátory, někdy před rokem 238 dosáhl svého prvního konzulátu (consul suffectus), za zmatků v roce 238 stál jako princeps senatus v čele senátního kolegia a v období Deciovy vlády zastával významné funkce ve státní správě. Císař Trebonianus Gallus k němu choval takovou důvěru, že právě jej pověřil v létě 253 úkolem, aby ze zaalpských krajů přivedl na pomoc proti uzurpátorovi Aemilianovi tamní legie.

## Proklamace za císaře
Valerianus legie v Raetii a Noriku v krátké době podřídil své pravomoci, ale než mohl cokoli podniknout, přišla zpráva, že Trebonianus Gallus byl spolu se svým synem zavražděn a Aemilianus uznán jeho nástupcem. To Valerianus nemínil akceptovat, dal se sám prohlásit za císaře a vtrhl do Itálie. K rozhodujícímu střetnutí však nedošlo, protože Aemilianus byl asi v září 253 zabit svými vojáky u Spoletia – jeho vláda trvala jen 88 dní. Tak se stal Valerianus jediným pánem impéria.

## Valerianova vláda
První věcí, kterou Valerianus po převzetí moci udělal, bylo ustavení syna Galliena spoluvladařem (září–říjen 253). Tento krok byl prozíravý, neboť jediný císař mohl stěží vzdorovat všem nepřátelům, jimž říše čelila. Valerianus sám chtěl vytáhnout na Východ, kde Peršané na sklonku Gallovy vlády vyplenili mnoho syrských měst a byli jen s obtížemi zastaveni domobranou emeského kněze Urania Antonina. Gallienus měl vést válku s germánskými kmeny na Rýně a Dunaji.
O efektivitě Valerianova pobytu na Východě se vedou spory. Podle některých odborníků se císaři podařilo Peršany dlouhou dobu držet v bezpečné vzdálenosti, a teprve když ve vojsku vypukl mor, dostali se Římané do problémů. Jiní poukazují na to, že Peršané tehdy ovládli přinejmenším jedno významné město na Eufratu – Dura Európos – a že Valerianus si počínal příliš defenzivně. V každém případě není o císařově pobytu v syrské Antiochii mnoho známo.
Známo naopak je, že Valerianus v letech 257–258 rozpoutal druhé celoříšské pronásledování křesťanů, prý na popud svého finančního úředníka Fulvia Macriana. Padly mu za oběť mnohé prominentní osobnosti tehdejší doby, například kartaginský biskup Cyprianus či papež Sixtus II., a jen v severoafrické Utice zemřelo za svou víru asi 300 osob. Protikřesťanské aktivity později zastavil císař Gallienus, který byl na rozdíl od otce nábožensky tolerantní.
V druhé polovině padesátých let opět zintenzivněly gótské vpády na Balkán a do Malé Asie. Císař se pokusil nájezdníky zastavit a vytáhl s vojskem ze Sýrie na sever. Podle kronikářů se obával, aby se některý z velitelů neobrátil proti němu, a neodvažoval se proto svěřit velení nikomu jinému. Výprava však vyzněla víceméně naprázdno – císař jen rychle jmenoval úspěšného velitele Successiana prefektem pretoriánů, aby ho měl v Antiochii pod dozorem. Další operace proti Gótům přerušila nová válka s Peršany.

## Zajetí

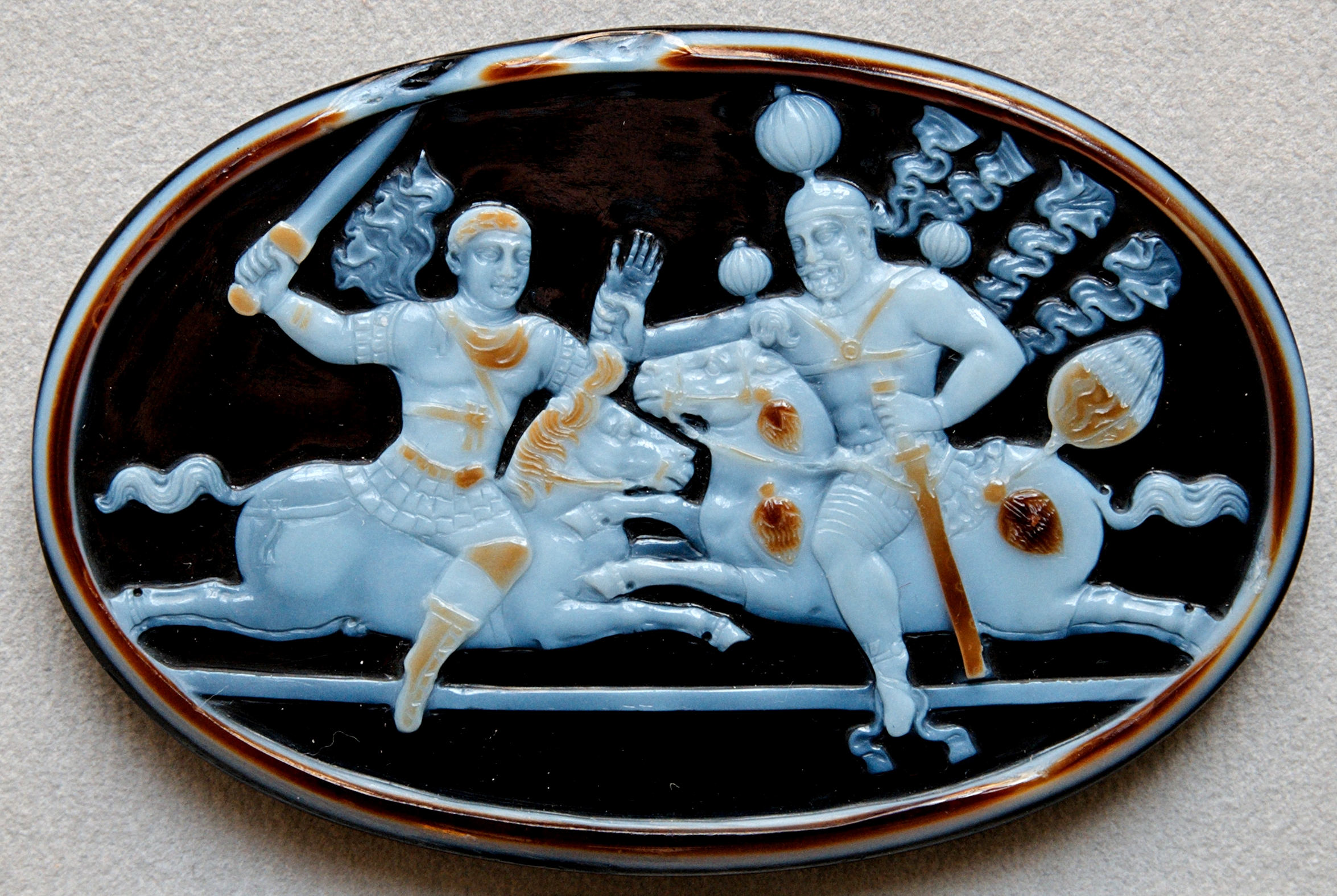
Valerianovo zajetí

V květnu až červnu 260 vytáhl perský král Šápúr I. s velkým vojskem proti římské říši a Valerianus se mu postavil v krajině mezi městy Edessa a Karrhy. Jeho vojsko oslabené morem však bylo obklíčeno, Valerianus musel s Peršany zahájit vyjednávání a nakonec jej nepřátelé lstí zajali. Císařova východní politika tak skončila naprostým krachem.
O Valerianově dalším osudu se dochovalo jen minimum zpráv. Podle některých kronikářů ho prý perský král využíval jako stupátko při nasedání na koně (chtěl ho tak ponížit), podle jiných prý císař a jeho důstojníci budovali v perské říši různé technické stavby (hráze). Když později Valerianus zemřel, vycpali Peršané jeho kůži myrhou a vystavili ji v chrámu ohně bohyně Anáhity. Do jaké míry je to pravda, lze jen těžko rozhodnout.

## Hodnocení
Období Valerianovy vlády je právem považováno za vrchol krize impéria ve 3. století. Již méně oprávněné je, když se všechny neúspěchy svalují jen na Valerianovu hlavu. Také jiní císaři měli tehdy vážné problémy s obranou hranic a vnitropolitickým zmatkem, a dokonce i ti nejschopnější sešli většinou násilnou smrtí. Valerianus se po celou dobu snažil o stabilizaci poměrů a jen neobyčejně svízelné podmínky v padesátých letech mu zabránily, aby byl úspěšný.